# 稚日女尊
稚日女尊（わかひるめのみこと）は、日本神話に登場する神である。生田神社（神戸市中央区）や玉津島神社（和歌山県和歌山市）の祭神として知られる。

## 概要
日本神話ではまず、『日本書紀』神代記上七段の第一の一書に登場する。高天原の斎服殿（いみはたどの）で神衣を織っていたとき、それを見たスサノオが馬の皮を逆剥ぎにして部屋の中に投げ込んだ。稚日女尊は驚いて機から落ち、持っていた梭（ひ）で身体を傷つけて亡くなった。それを知った天照大神は天岩戸に隠れてしまった。『古事記』では、特に名前は書かれず天の服織女（はたおりめ）が梭で女陰（ほと）を衝いて死んだとあり、同一の伝承と考えられる。
次にこの名前の神が登場するのは人代記に入ってからである。神功皇后が三韓外征を行う際に審神を行い、その際に「尾田（現、三重県鳥羽市の加布良古の古名）の吾田節（後の答志郡）の淡郡（粟嶋＝ 安楽島）に居る神」と名乗った一柱の神が稚日女尊であるとされており、元々の鎮座地は三重県鳥羽市安楽島の伊射波神社(式内社　粟嶋坐伊射波神社二座　並　大)に比定されている。
神功皇后の三韓外征の帰途、難波へ向おうとしたが船が真直に進めなくなったため、武庫の港（神戸港）に還って占いを行った。そこで稚日女尊が現れられ「私は活田長峡国にいたい」と神宣があったので、海上五十狭茅に祭らせたとある。これが今日の生田神社である。
神名の「稚日女」は若く瑞々しい日の女神という意味である。天照大神の別名が大日女（おおひるめ。大日孁とも）であり、稚日女は天照大神自身のこととも、幼名であるとも言われ（生田神社では幼名と説明している）、妹神や御子神であるとも言われる。丹生都比賣神社（和歌山県伊都郡かつらぎ町）では、祭神で、水神・水銀鉱床の神である丹生都比賣大神（にうつひめ）の別名が稚日女尊であり、天照大神の妹神であるとしている。
兵庫県西宮市の越木岩神社には稚比売命の磐座がある。
玉津島神社の社伝の説明では、神功皇后が半島に軍を進めた時に、玉津島の神が大変な霊威をあらわしたため、皇后がこれに報いて、御分霊を葛城町天野の地にお鎮め申し上げたとある。以来玉津島と天野に一神両所が並び立ったとされている。 
玉津島神社は、住吉大社、柿本大神（明石）とともに、和歌三神と言われている。

### 異説
江戸時代に作られた偽書とされる『ホツマツタヱ』には、『記紀』よりも詳細に稚日女のことが記されている。
『ホツマツタヱ』によると、天照大神の諺名ワカヒトにちなんで名付けられた姉神、和歌の女神和歌姫（諺名は日孁子 ヒルコ 姫）の結婚前までの名前と記されている。また、スサノオがしでかした、屋根を破って斑駒（ぶちごま）を投げ込む暴挙によって、落下して来た馬に動転して、不運にも手に持つ梭（ひ）で身を突いて死んでしまったと伝えられているワカヒメは、天照カミ（天照大神）の中宮セオリツ姫（瀬織津姫）ホノコの妹ワカ姫ハナコであり、玉津島神社に祀られている稚日女（ヒルコ姫）とは別人ということになっている。稚日女はオモイカネと結婚後、下照姫（シタテルヒメ）と名を改め、滋賀県天の安川＝野洲で瀬織津姫の御子神、天忍穂耳命を養育した。神上（かみあ）がってから後に、歳徳神と称えられたと『ホツマツタヱ』には記されている。

## 稚日女尊を祀る主な神社
- 香良洲神社（三重県津市）[1]
- 伊射波神社 (三重県鳥羽市)
- 松阪神社 (三重県松阪市)
- 生田神社（神戸市中央区）
- 玉津島神社（和歌山県和歌山市）
- 今宮戎神社（大阪市浪速区）
- 香良須神社（愛知県豊田市 市木町 谷耳太）
- 丹生都比売神社（和歌山県伊都郡かつらぎ町）[2]